# Арі Абіттан
Арі́ Абітта́н (фр. Ary Abittan; 31 січня 1974, Париж) — французький актор, гуморист. Він відомий за свою роль у комедійному фільмі «Божевільне весілля» (фр. Qu'est-ce qu'on a fait au Bon Dieu ?).

## Біографія
Арі Абіттан народився 31 січня 1974 року в Парижі. Він походить з єврейської родини. Батько — з Марокко, мати — з Тунісу.
Свою юність провів недалеко від французьких містечок Гарж-ле-Гонесс та Сарсель.
У 19 років влаштувався на роботу водієм таксі, як і його батько. Ця робота дозволила йому оплачувати курси театральної майстерності.
у 1993 році почав вивчати акторську майстерність, згодом написав свої перші етюди та в 1994 році виконав їх на сцені.

### Кар'єра
З 1998 року почав виступати в паризькому театрі «Тревізо», граючи другорядні ролі.
У 2007 році він отримав головну роль у виставі «Щаслива Ханока», режисером якої був Жан-Люк Моро.
В цьому ж році актор отримав роль Олександра в серіалі «Наші пенсійні роки», що транслювалось на каналі «France 2». Робота виявилася досить вдалою для того, щоб стати свого роду рекламою актора: в 2008 році отримав роль у фільмі «Ти можеш зберігати таємницю?»/ Tu peux garder un secret?, а дещо пізніше зіграв в картинах «Так Близько», «Коко», «Облава на ката», «Все те, що виблискує» і «Фаталь».
У 2010 році приєднався до команди аніматорів разом з телеведучим Артуром у програмі Ce soir avec Arthur на телеканаліComédie+. Програма була перенесена на телеканал TF1 у 2013 році.
У грудні 2011 року почав зйомки у шоу Vendredi tout est permis avec Arthur|«У п'ятницю з Артуром все дозволено» на TF1.
У 2013 році зіграв у Vive la France Міхаеля Юна, у «Готелі романтичних побачень» Шарля Немеса та у «La Grande Boucle» Лорана Туеля. Цього ж року він вдруге взяв участь у гумористичному фестивалі Марракеш дю ріре.
У 2014 році зіграв одну з головних ролей в комедії «Божевільне весілля», де також зіграли Крістіан Клав'є, Меди Садун і Шанталь Лобі. У 2015 році знявся у фільмах «Робін Гуд. Правдива історія» і «Прибульці 3: Революція». У 2016 зіграв головну роль в комедії Філіпа де Шоврона «З речами на виліт!».
У 2017 році повернувся на сцену з біографічним шоу «Моя історія». Він виступав у La Cigale з 28 лютого 2017 року до 4 березня 2017 року, потім був на гастролях у Франції. Того ж року він зіграв роль рома у фільмі «З розпростертими обіймами».

## Фільмографія
| Рік  | Назва                                 | Роль                                       | Режисер                             |
| ---- | ------------------------------------- | ------------------------------------------ | ----------------------------------- |
| 2008 | Tu peux garder un secret ?            | David                                      | Alexandre Arcady                    |
| 2009 | Coco                                  | Max                                        | Gad Elmaleh                         |
| 2009 | Tellement proches                     | Moshé Benhamou                             | Éric Toledano & Olivier Nakache     |
| 2010 | La Fête des voisins                   | François-Xavier                            | David Haddad                        |
| 2010 | Tout ce qui brille                    | Lila's father                              | Géraldine Nakache & Hervé Mimran    |
| 2010 | Fatal                                 | David Fontana                              | Michaël Youn                        |
| 2011 | De l'huile sur le feu                 | Pizzeria Server                            | Nicolas Benamou                     |
| 2012 | Dépression et des potes               | Romain                                     | Arnaud Lemort                       |
| 2013 | Vive la France                        | Jafaraz Ouèchemagül                        | Michaël Youn                        |
| 2013 | Chimpanzee                            | French Voice-over                          | Mark Linfield & Alastair Fothergill |
| 2013 | Hôtel Normandy                        | Yvan Carlotti                              | Charles Nemes                       |
| 2013 | La Grande Boucle                      | Tony Agnelo                                | Laurent Tuel                        |
| 2014 | Serial (Bad) Weddings                 | David Benichou                             | Philippe de Chauveron               |
| 2015 | Robin des bois, la véritable histoire | Little John                                | Anthony Marciano                    |
| 2016 | The Visitors: Bastille Day            | Lorenzo Baldini, marquis de Portofino      | Jean-Marie Poiré                    |
| 2016 | Débarquement immédiat                 | José Fernandez                             | Philippe de Chauveron               |
| 2017 | À bras ouverts                        | Babik                                      | Philippe de Chauveron               |
| 2017 | Coco                                  | Héctor                                     | Lee Unkrich                         |
| 2018 | I Feel Better                         | Edouard                                    | Jean-Pierre Améris                  |
| 2018 | Serial (Bad) Weddings 2               | David Benichou                             | Philippe de Chauveron               |
| 2018 | Under the Eiffel Tower                | Frederic                                   | Archie Borders                      |
| 2021 | [За що нам це?]]                      | Qu'est-ce qu'on a encore fait au Bon Dieu? |                                     |